# Thamnomyces dendroidea
Thamnomyces dendroidea är en svampart som beskrevs av Cooke & Massee 1887. Thamnomyces dendroidea ingår i släktet Thamnomyces och familjen kolkärnsvampar.   Inga underarter finns listade i Catalogue of Life.